# Torin Dorn
Torin Dorn (ur. 12 listopada 1995 w Charlotte) – amerykański koszykarz występujący na pozycjach rzucającego obrońcy lub niskiego skrzydłowego.
W 2019 reprezentował Charlotte Hornets podczas letniej ligi NBA.
6 sierpnia 2019 został zawodnikiem Śląska Wrocław.
Jego ojciec Torin senior grał przez siedem sezonów w NFL dla zespołów Los Angeles Raiders oraz St. Louis Rams.

## Osiągnięcia
Stan na 17 lipca 2020, na podstawie, o ile nie zaznaczono inaczej.
NCAA
- Uczestnik turnieju:
  - NCAA (2018)
  - Portsmouth Invitational (2019)
- Najlepszy pierwszoroczny zawodnik konferencji C-USA (2015)
- Zaliczony do I składu najlepszych pierwszorocznych zawodników konferencji USA (2015)